# S&M
„S&M“ е вторият концертен албум (първият е Live Shit: Binge & Purge от 1993 г.) на американската метъл група Металика. Той излиза на 23 ноември 1999 г., като представя записи от месец април същата година в Сан Франциско. Записите са от два концерта, изпълнени в две поредни вечери.
Това е последния албум на Металика записан с участието на Джейзън Нюстед.
Това е най-странният и в същото време най-амбициозният проект на Металика. Съкращението „S&M“ означава „Symphony and Metallica“ (на български: Симфония и Металика). Под диригентството на вече покойния доктор Майкъл Кеймън четиримата музиканти и симфоничен оркестър от 80 души правят нещо грандиозно. Сетът от песни, които Металика използват за лятното си турне от 1999 г. (което минава и през град Пловдив), са изпълнени от тях и симфоничния оркестър.
Всички композиции са написани от Майкъл Кеймън и от части от Ларс Улрих и Джеймс Хетфийлд. Специално за този концерт Металика създават и песните „No Leaf Clover“ и „Minus Human“, но те никога не са записвани официално в студио. Понякога Металика ги изпълняват на концерти, като специално „No leaf Clover“ се счита за едно от техните най-успешни произведения и присъства в сета на почти всички концерти от турнето през 2004 г.
„S&M“ e поредният албум приет със смесени чувства от феновете на групата. Голямо впечатление правят изпълненията на Nothing Else Matters, No Leaf Clover, Minus Human, The Call of Ktulu и Enter Sadman. За изпълнението на „The Call of Ktulu“, с което стартират концерта, Металика получават поредната си награда „Грами“.

## Позиция в класациите

### Албум
| Година | Чарт                | Позиция |
| ------ | ------------------- | ------- |
| 1999   | Билборд             | 2       |
| 1999   | Top Canadian Albums | 4       |
| 1999   | Top Internet Albums | 1       |
| 2000   | The Billboard 200   | 182     |
| 2000   | Top Internet Albums | 3       |

### Сингли
| Година | Сингъл           | Чарт                   | Позиция |
| ------ | ---------------- | ---------------------- | ------- |
| 1999   | No Leaf Clover   | Mainstream Rock Tracks | 1       |
| 1999   | „No Leaf Clover“ | Modern Rock Tracks     | 18      |
| 2000   | „No Leaf Clover“ | The Billboard Hot 100  | 74      |

## Награди

### Грами
| Година | Победител           | Категория                                |
| ------ | ------------------- | ---------------------------------------- |
| 2001   | „The Call of Ktulu“ | най-добро изпълнение на рок инструментал |